# Jialie
Jialie (kinesiska: 甲烈, 甲烈乡) är en socken i Kina. Den ligger i provinsen Guizhou, i den sydvästra delen av landet, omkring 57 kilometer söder om provinshuvudstaden Guiyang. Antalet invånare är 6897. Befolkningen består av 3 240 kvinnor och 3 657 män. Barn under 15 år utgör 25,0 %, vuxna 15-64 år 64 %, och äldre över 65 år 10,0 %.